# Stassen (bedrijf)

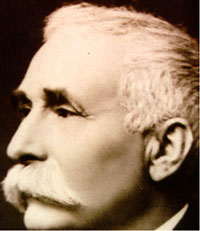
Stichter Léon Stassen

Stassen is een Belgisch bedrijf uit Aubel dat cider produceert op basis van appelen. De onderneming werd in 1895 opgericht door Léon Stassen (1852-1931), die cider produceerde met appelen uit zijn eigen boomgaard. Na enkele eigendom van Bulmers en S&N is het bedrijf in 2008 weer eigendom van de familieleden van de vierde generatie, maar werd in 2012 door Heineken verworven.

## Overnamen

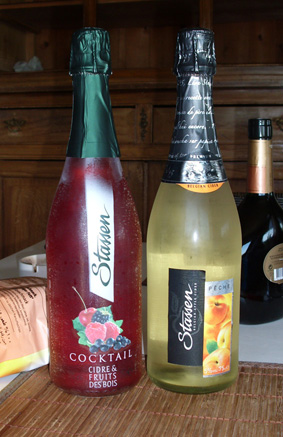
Enkele flessen Stassen

Vanaf de jaren negentig werd Stassen marktleider van ciders op de Belgische en Nederlandse markt, door de introductie van hun gearomatiseerde ciders. 
In 1992 werd Stassen overgenomen door het Engelse Bulmer, een sectorgenoot die zijn marktaandeel in Europa wilde vergroten. In 2003 werd Bulmer op zijn beurt overgenomen door de Engelse brouwerij Scottish & Newcastle, dus ook Stassen. Toen Scottish & Newcastle in 2008 in handen kwam van Heineken, kocht de vierde generatie van de stichtende familie uit Aubel het bedrijf weer vrij.  In juni 2012 kocht Heineken het bedrijf terug.

## Producten
De activiteiten bestaan uit de productie en distributie van (gearomatiseerde) ciders Stassen van allerlei vruchten, de alcoholvrije ciders Degré Zéro en de feestdrank voor kinderen Kidibul. Stassen produceerde in 2007 meer dan 25 miljoen liter cider. Momenteel is nagenoeg 80% van de productie bestemd voor de uitvoer. Het blijft een bevoorrecht leverancier aan Scottish & Newcastle.